# Гізер Грем
Гі́зер Джоа́н Грем (англ. Heather Joan Graham; нар. 29 січня 1970, Мілвокі, Вісконсин, США) — американська кіно- і телеакторка, продюсерка, режисерка та письменниця.

## Дитинство і початок кар'єри
Її батько Джим (Jim) — колишній агент ФБР, мати Джоан (Joan) — авторка дитячих книжок. У Грем є молодша сестра Еймі (Aimee), також акторка і письменниця. Виховання в сім'ї велося в суворих католицьких традиціях. Пізніше Гізер відкинула католицьку церкву. З 1991 року вона сповідує індуїзм.
Відвідувала початкову школу у Спрінгфілді, штат Вірджинія, потім разом із сім'єю переїхала в район Конейо Веллі (англ. Conejo Valley), недалеко від Лос-Анджелеса, де 1988 року закінчила середню школу Агоура (англ. Agoura High School).
Спершу батьки позитивно ставилися до початку її акторської кар'єри, але переймалися, щоб вона не брала участі у фільмах із зображенням сексу й оголеного тіла. Попри це Грем з'явилася повністю оголеною в кількох сценах фільму «Ночі у стилі бугі» (1997). Зараз Грем повністю віддалилася від батьків, які продовжують сповідувати католицизм.
1991 року брала участь у зйомках телевізійного серіалу «Твін Пікс», граючи роль Енні Блекберн.
Після закінчення середньої школи стала відвідувати курси підвищення кваліфікації при Каліфорнійському університеті в Лос-Анджелесі. На них зустріла актора Джеймса Вудса та пройшла кастинг на участь у кінострічці «Діггстаун» (1992) за участю Вудса.
Після двох років навчання на курсах перестала їх відвідувати і повністю присвятила себе акторській кар'єрі всупереч волі батьків. Переїхала до Голлівуду, де змінила кілька місць роботи, паралельно продовжуючи своє становлення як акторки.

## Телевізійна і кінокар'єра
Як акторка другого плану, Гізер Грем виконала кілька ролей, зокрема роль Надін у фільмі «Аптечний ковбой» (1989). Проривом вважається роль порно-старлетки 1970-х у фільмі «Ночі в стилі бугі», за яку її кілька разів номінували на різні нагороди.
Її перша головна роль — Феліція Трахвелл (англ. Felicity Shagwell) у фільмі «Остін Паверс: Шпигун, який мене спокусив» (1999). Вона також брала участь у зйомках відео на саундтрек «American Woman» до фільму (написаний Ленні Кравіцом).
2001 року Грем втілила Мері Келлі у фільмі «З пекла» — екранізації історії про Джека-Різника. 2002-го зіграла у фільмі «Гуру», а також у не надто успішній стрічці «Вбий мене ніжно».
Грем також виконала камео в одному з епізодів телесеріалу «Секс і місто», знялася в 9 епізодах серіалу «Клініка» кінокомпанії NBC (четвертий сезон, 2004⁣-2005) і в невеликій ролі вчительки у серіалі «Уповільнений розвиток» кінокомпанії Fox.
2005 року Гізер Грем стала представляти торгову марку «Гарньє» (фр. Garnier), рекламуючи засоби догляду за волоссям. Фотографії Грем з реклами горілки SKYY, зроблені 1993 року, досі можна знайти в журналах.
Однією з останніх робіт Гізер Грем була участь у 2006-2008 роках у комедійному серіалі каналу ABC «Emily's Reasons Why Not».

## Приватне життя
Гізер Грем є державною захисницею Children International.

## Фільмографія
| Рік       |    | Українська назва                         | Оригінальна назва                          | Роль                                    |
| --------- | -- | ---------------------------------------- | ------------------------------------------ | --------------------------------------- |
| 2025      | ф  | Стрільці                                 | Gunslingers                                | Вел                                     |
| 2023      | с  | Екстраполяції                            | Extrapolations                             | Ганна (1 епізод)                        |
| 2021      | ф  | Останній син                             | The Last Son                               | Анна                                    |
| 2020      | с  | Протистояння                             | The Stand                                  | Рита Блейкмур                           |
| 2020      | ф  | Вандер                                   | Wander                                     | Шеллі Лускомб                           |
| 2020      | ф  | Кохання гарантоване                      | Love, Guaranteed                           | Тамара Тейлор, власниця сайту           |
| 2019      | ф  |                                          | The Rest of Us                             | Cami                                    |
| 2018      | с  | Знайти коротуна (телесеріал)             | Get Shorty                                 |                                         |
| 2018      | с  |                                          | Bliss                                      | Kim                                     |
| 2018      | ф  |                                          | Half Magic                                 | Honey                                   |
| 2017      | с  |                                          | Law & Order True Crime                     | Judalon Smyth                           |
| 2017      | ф  |                                          | Last Rampage: The Escape of Gary Tison     | Dorothy                                 |
| 2017      | ф  |                                          | Wetlands                                   | Savannah                                |
| 2016—2017 | с  |                                          | Flaked                                     | Tilly                                   |
| 2016—2017 | с  |                                          | Angie Tribeca                              | Diane Duran                             |
| 2016      | ф  |                                          | My Dead Boyfriend                          | Mary McCrawley                          |
| 2016      | ф  | Норм та Незламні                         | Norm of the North                          | Вера (голос)                            |
| 2015      | тф |                                          | Studio City                                | Stevie                                  |
| 2015      | вг |                                          | Call of Duty: Black Ops III                | Джессіка (голос)                        |
| 2015      | тф |                                          | If There Be Thorns                         | Corrine                                 |
| 2014      | ф  |                                          | Twin Peaks: The Missing Pieces             | Енні Блекберн                           |
| 2014      | с  | Секс і Каліфорнія                        | Californication                            | Джулія                                  |
| 2014      | ф  | Погана поведінка                         | Behaving Badly                             | Аннет Стреттон-Озборн                   |
| 2014      | тф |                                          | Petals on the Wind                         | Corrine Winslow                         |
| 2014      | ф  |                                          | Goodbye to All That                        | Stephanie                               |
| 2014      | тф |                                          | Flowers in the Attic                       | Corrine                                 |
| 2013      | ф  |                                          | Horns                                      | Veronica                                |
| 2013      | ф  |                                          | Compulsion                                 | Amy                                     |
| 2013      | ф  | Похмілля: Частина III                    | The Hangover Part III                      | Джейд                                   |
| 2012      | ф  |                                          | At Any Price                               | Meredith Crown                          |
| 2012      | ф  |                                          | About Cherry                               | Margaret                                |
| 2011      | тф |                                          | Little in Common                           | Ellie Weller                            |
| 2011      | ф  |                                          | Judy Moody and the Not Bummer Summer       | Aunt Opal                               |
| 2011      | ф  |                                          | 5 Days of War                              | Miriam Eisner                           |
| 2011      | ф  |                                          | Son of Morning                             | Josephine Tuttle                        |
| 2011      | с  |                                          | Portlandia                                 | Heather                                 |
| 2011      | ф  |                                          | The Flying Machine                         | Georgie                                 |
| 2010      | ф  |                                          | Father of Invention                        | Phoebe                                  |
| 2009      | ф  |                                          | Boogie Woogie                              | Beth Freemantle                         |
| 2009      | ф  | Похмілля                                 | The Hangover                               | Джейд                                   |
| 2009      | ф  |                                          | Baby on Board                              | Angela Marks                            |
| 2009      | ф  |                                          | ExTerminators                              | Alex                                    |
| 2006—2008 | с  |                                          | Emily's Reasons Why Not                    | Emily Sanders                           |
| 2008      | ф  |                                          | Miss Conception                            | Georgina Salt                           |
| 2008      | кф |                                          | Alien Love Triangle                        | Elizabeth                               |
| 2007      | ф  |                                          | Have Dreams, Will Travel                   | Aunt                                    |
| 2007      | ф  |                                          | Adrift in Manhattan                        | Rose / optometrist                      |
| 2006      | ф  |                                          | Broken                                     | Hope                                    |
| 2006      | ф  |                                          | Gray Matters                               | Gray Baldwin                            |
| 2006      | ф  |                                          | Bobby                                      | Angela                                  |
| 2006      | ф  | Оргазм в Огайо                           | The Oh in Ohio                             | Джастін, Sex Shop Clerk                 |
| 2005      | ф  |                                          | Cake                                       | Pippa McGee                             |
| 2005      | ф  |                                          | Mary                                       | Elizabeth Younger                       |
| 2004—2005 | с  | Клініка                                  | Scrubs                                     | д-р Моллі Клок                          |
| 2004      | вг |                                          | EverQuest II                               | Antonia Bayle - Queen of Qeynos (voice) |
| 2004      | ф  |                                          | Blessed                                    | Samantha Howard                         |
| 2004      | с  | Уповільнений розвиток                    | Arrested Development                       | Бет Беерлі                              |
| 2002—2003 | с  | Секс і Місто                             | Sex and the City                           | Гізер Грем (у ролі себе)                |
| 2003      | ф  |                                          | Hope Springs                               | Mandy                                   |
| 2003      | ф  | Управління гнівом                        | Anger Management                           | Кендра                                  |
| 2002      | ф  |                                          | The Guru                                   | Sharonna                                |
| 2002      | ф  | Убий мене ніжно                          | Killing Me Softly                          | Еліс                                    |
| 2001      | ф  | З пекла                                  | From Hell                                  | Mary Kelly                              |
| 2001      | ф  |                                          | Sidewalks of New York                      | Annie                                   |
| 2001      | ф  |                                          | Say It Isn't So                            | Josephine Wingfield                     |
| 2000      | ф  |                                          | Committed                                  | Joline                                  |
| 1999      | ф  |                                          | Bowfinger                                  | Daisy                                   |
| 1999      | с  |                                          | Hotel Alexandria                           |                                         |
| 1999      | ф  | Остін Паверс: Шпигун, який мене спокусив | Austin Powers: The Spy Who Shagged Me      | Felicity Shagwell                       |
| 1998      | с  |                                          | Fantasy Island                             | Jackie                                  |
| 1998      | ф  | Загублені у космосі                      | Lost in Space                              | д-р Джуді Робінсон                      |
| 1997      | ф  | Крик 2                                   | Scream 2                                   | Кейсі з фільму 'Stab'                   |
| 1997      | ф  |                                          | Kiss & Tell                                | Susan Pretsel                           |
| 1997      | ф  | Ночі в стилі бугі                        | Boogie Nights                              | Ролергьорл                              |
| 1997      | ф  |                                          | Two Girls and a Guy                        | Carla                                   |
| 1997      | ф  |                                          | Nowhere                                    | Lilith                                  |
| 1996      | тф |                                          | Bullet Hearts                              | Carlene Prue                            |
| 1996      | ф  |                                          | Entertaining Angels: The Dorothy Day Story | Maggie Bowen                            |
| 1996      | ф  | Свінгери                                 | Swingers                                   | Лоррейн                                 |
| 1996      | ф  |                                          | The First Man                              | Tricia                                  |
| 1996      | с  |                                          | The Outer Limits                           | Alicia                                  |
| 1995      | ф  |                                          | Let It Be Me                               | Perfumery Salesgirl                     |
| 1995      | с  |                                          | Fallen Angels                              | Carol Whalen                            |
| 1995      | ф  |                                          | Toughguy                                   | Olive                                   |
| 1994      | ф  |                                          | Desert Winds                               | Jackie                                  |
| 1994      | ф  |                                          | Don't Do It                                | Suzanna                                 |
| 1994      | ф  | Місіс Паркер і порочне коло              | Mrs. Parker and the Vicious Circle         | Mary Kennedy Taylor                     |
| 1993      | ф  | Шість ступенів відчуження                | Six Degrees of Separation                  | Elizabeth                               |
| 1993      | ф  | Навіть дівчата-ковбої інколи сумують     | Even Cowgirls Get the Blues                | Cowgirl Heather                         |
| 1993      | ф  | Балада Маленького Джо                    | The Ballad of Little Jo                    | Mary Addie                              |
| 1992      | ф  | Діггстаун                                | Diggstown                                  | Емілі Форрестер                         |
| 1992      | ф  | Твін Пікс: Вогню, іди зі мною            | Twin Peaks: Fire Walk With Me              | Енні Блекберн                           |
| 1992      | тф |                                          | O Pioneers!                                | молода Александра Бергсон               |
| 1991      | ф  |                                          | Shout                                      | Сара Бенедікт                           |
| 1991      | ф  |                                          | Guilty as Charged                          | Кімберлі                                |
| 1990—1991 | с  | Твін Пікс                                | Twin Peaks                                 | Енні Блекберн                           |
| 1990      | ф  | Я люблю тебе до смерті                   | I Love You to Death                        | Бріджет                                 |
| 1989      | ф  | Аптечний ковбой                          | Drugstore Cowboy                           | Надін                                   |
| 1988      | ф  | Близнюки                                 | Twins                                      | молода Мері-Енн Бенедікт                |
| 1988      | ф  | Водійські права                          | License to Drive                           | Мерседес Лейн                           |
| 1987      | тф |                                          | Student Exchange                           | Доррі Райдер                            |
| 1987      | с  |                                          | Growing Pains                              | Сінді / Саманта                         |
| 1984      | ф  | Місіс Соффел                             | Mrs. Soffel                                | працівниця фабрики                      |